# Andrzej Ziemski
Andrzej Ziemski (ur. 16 sierpnia 1945 w Pruszkowie) – dziennikarz, publicysta, polityk, wykładowca akademicki, przewodniczący Rady Naczelnej Polskiej Partii Socjalistycznej w latach 2003–2005.

## Życiorys
Absolwent studiów dziennych na Wydziale Elektroniki Politechniki Warszawskiej (1972). Doktor nauk społecznych w dziedzinie media i komunikacja społeczna (2022).
Od 1978 zawodowo zajmuje się dziennikarstwem. Był m.in. redaktorem naczelnym „Sztandaru Młodych” oraz zastępcą redaktora naczelnego „Życia Warszawy”. Działał w organizacjach młodzieżowych i studenckich. W lipcu 1984 był członkiem Społecznego Komitetu Obchodów 40-lecia Polski Ludowej w Warszawie.
Był sekretarzem generalnym Stowarzyszenia Dziennikarzy RP oraz urzędującym wiceprezesem (2000–2004). Był członkiem Rady Programowej Polskiej Agencji Prasowej (2002–2004). Opublikował kilkaset artykułów publicystycznych, pięć książek i kilkanaście programów telewizyjnych. Otrzymał wiele nagród i odznaczeń.
W PPS działa od 1993, był wielokrotnie we władzach naczelnych partii. W latach 2003–2005 był przewodniczącym Rady Naczelnej PPS. W 1997 kandydował do Sejmu z listy SLD. W 2004 kandydował do Parlamentu Europejskiego z listy KPEiR-PLD. Od 2016 jest przewodniczącym Porozumienia Socjalistów.
Od 2005 jest redaktorem naczelnym „Przeglądu Socjalistycznego” oraz prezesem Stowarzyszenia Porozumienie Socjalistów. Jest członkiem Rady Fundacji Kultury Filmowej. Jest przewodniczącym Rady Fundacji Innowacja.
Żonaty. Żona jest artystą plastykiem, członkiem ZPAP.
W 1973 otrzymał Złote odznaczenie im. Janka Krasickiego (1973).
Autor książek: Młodzież i wielka polityka (1978), Polska – czas teraźniejszy (1986), My socjaliści – 60 lat później (2009), 10 wyzwań dla lewicy (2015), Rewolucja konstytucyjna (2019).
Współautor książek: Wartości lewicowe w polskiej kulturze XX wieku (2008), Socjalizm i jego różnorodne koncepcje (2008), Demokracja w XXI wieku (2009), Demokracja i niepospolite jednostki (2013), Dzisiejsze znaczenie ideałów (2015), Wielcy Socjaliści (2018), Niezbędność filozofii (2019), Świat kultury czasów Polski Ludowej (2020), "Ludowa i socjalistyczna wizja niepodległej Polski" (2020), "Wszechobecność filozofii" (2022), "Upadek polskiej edukacji i wychowania w XXI wieku" (2022)